# George Dewey
George Dewey (26. december 1837 i Montpelier i Vermont i USA - 16. januar 1917 i Washington, D.C.) var en amerikansk admiral, Admiral of the Navy 2 marts. 1899. Han ledet den amerikanske flåde under slaget i Manilabukten under den spansk-amerikanske krig.
Efter den spansk-amerikanske krig var der mange, som foreslog, at han skulle gå ind i politik og søge demokraternes nominering til præsidentvalget i USA 1900. Hans kampagne mødte modstand i pressen blandt andet efter, at han medgav, at han aldrig havde stemt i et præsidentvalg. Han trak sit kandidatur tilbage i mai 1900.
Han er begravet i Washington National Cathedral.